# Aire urbaine de Revel
L'aire urbaine de Revel est une aire urbaine française centrée sur la ville de Revel.

## Caractéristiques
En 2020, l'Insee définit un nouveau zonage d'étude : les aires d'attraction des villes. L'aire d'attraction de Revel remplace désormais son aire urbaine, avec un périmètre différent.
L'aire urbaine de Revel est composée de 3 communes, deux situées dans la Haute-Garonne et une dans le département du Tarn.
Son pôle urbain est l'unité urbaine de Revel représentée par la seule ville de Revel,.

### Communes
Liste des communes appartenant à l'aire urbaine de Revel selon la nouvelle délimitation de 2010 et sa population municipale en 2017 (liste établie par ordre alphabétique) :
| Nom        | Code Insee | Statut | Superficie (km2) | Population (dernière pop. légale) | Densité (hab./km2) |
| ---------- | ---------- | ------ | ---------------- | --------------------------------- | ------------------ |
| Nogaret    | 31400      |        | 4                | 98 (2022)                         | 24                 |
| Revel      | 31451      |        | 35,31            | 9 686 (2022)                      | 274                |
| Palleville | 81200      |        | 6,44             | 447 (2022)                        | 69                 |

## Évolution démographique
L'évolution démographique ci-dessous concerne l'aire urbaine selon le périmètre défini en 2010. 
| 1968  | 1975  | 1982  | 1990  | 1999  | 2009  | 2011  | 2016   | 2017   |
| ----- | ----- | ----- | ----- | ----- | ----- | ----- | ------ | ------ |
| 7 171 | 7 487 | 7 729 | 7 848 | 8 336 | 9 310 | 9 854 | 10 089 | 10 100 |